# Skeleton-America’s-Cup 2001/02
Der Skeleton-America’s-Cup 2001/02 war eine von der Fédération Internationale de Bobsleigh et de Tobogganing (FIBT) veranstaltete Rennserie, die zum zweiten Mal ausgetragen wurde und zum Unterbau des Weltcups gehört. Der Wettbewerb bestand aus drei Saisonrennen in den USA und Kanada.

## Männer

### Veranstaltungen
| Datum             | Ort         | Sieger      | Zweiter        | Dritter     |
| ----------------- | ----------- | ----------- | -------------- | ----------- |
| 25. November 2001 | Calgary     | Zach Lund   | Brian McDonald | Paul Boehm  |
| 15. Dezember 2001 | Lake Placid | Zach Lund   | Kevin Ellis    | Jim Torrico |
| 16. Dezember 2001 | Lake Placid | Kevin Ellis | Zach Lund      | Jim Torrico |

### Einzelwertung
| Platz | Sportler       | Land               | Punkte |
| ----- | -------------- | ------------------ | ------ |
| 1     | Zach Lund      | Vereinigte Staaten | 145    |
| 2     | Kevin Ellis    | Vereinigte Staaten | 124    |
| 3     | Jim Torrico    | Vereinigte Staaten | 117    |
| 4     | Brian McDonald | Vereinigte Staaten | 110    |
| 5     | Terry Holland  | Vereinigte Staaten | 105    |
| 6     | Mike Cline     | Vereinigte Staaten | 86     |
| 7     | Paul Boehm     | Kanada             | 83     |
| 8     | Chad Omweg     | Vereinigte Staaten | 81     |
| 9     | Clint Russell  | Kanada             | 79     |
| 10    | Harry Jackson  | Vereinigte Staaten | 77     |

### Nationenwertung
| Platz | Land               | Punkte |
| ----- | ------------------ | ------ |
| 1     | Vereinigte Staaten | 297    |
| 2     | Kanada             | 261    |
| 3     | Mexiko             | 70     |
| 4     | Japan              | 69     |
| 5     | Jamaika            | 68     |

## Frauen

### Veranstaltungen
| Datum             | Ort         | Siegerin       | Zweite             | Dritte             |
| ----------------- | ----------- | -------------- | ------------------ | ------------------ |
| 25. November 2001 | Calgary     | Deanna Panting | Janet Ivers        | Kathrine Koczynski |
| 15. Dezember 2001 | Lake Placid | Janet Ivers    | Kathrine Koczynski | Noelle Pikus       |
| 16. Dezember 2001 | Lake Placid | Janet Ivers    | Kathrine Koczynski | Noelle Pikus       |

### Einzelwertung
| Platz | Sportlerin         | Land               | Punkte |
| ----- | ------------------ | ------------------ | ------ |
| 1     | Janet Ivers        | Vereinigte Staaten | 86     |
| 2     | Kathrine Koczynski | Vereinigte Staaten | 75     |
| 3     | Noelle Pikus       | Vereinigte Staaten | 60     |
| 4     | Natasha Ellison    | Vereinigte Staaten | 49     |
| 5     | Sarah Lacey        | Kanada             | 41     |
| 6     | Fallon Vaughn      | Vereinigte Staaten | 39     |
| 7     | Lyndsie Peterson   | Vereinigte Staaten | 38     |
| 8     | Juleigh Walker     | Vereinigte Staaten | 38     |
| 9     | Louise Corcoran    | Neuseeland         | 36     |
| 10    | Deanna Panting     | Kanada             | 30     |

### Nationenwertung
| Platz | Land               | Punkte |
| ----- | ------------------ | ------ |
| 1     | Vereinigte Staaten | 175    |
| 2     | Kanada             | 100    |
| 3     | Neuseeland         | 66     |
| 4     | Armenien           | 53     |
| 5     | Finnland           | 40     |
| 6     | Japan              | 39     |